# غونيش (صحيفة)
غونيش (بالتركية: Güneş)‏ هي صحيفة يومية في تركيا . وكانت مملوكة لمجموعة ستار ميديا التابعة لإيثيم سانجاك .

## تاريخ
تأسست غونيش في عام 1982 على يد عمر تشاووش أوغلو وأحمد كوزانوغلو.  تم شراؤه لاحقًا بواسطة أصيل نادر .   وكانت شركة غونيش مملوكة لمجموعة تشوكوروفا الإعلامية من عام 1996 إلى عام 2013. وقد تم تمريره إلى صندوق تأمين الضمان الاجتماعي لتسوية الديون المستحقة للحكومة التركية. 
وفي عام 1997، استحوذت مجموعة تشوكوروفا على الصحيفة. في عام 2013، استولى صندوق تأمين الودائع الادخارية التركي على الصحيفة مع أكشام .  لاحقًا، في أكتوبر 2013، تم بيعها إلى إيثيم سانجاك . 
وفي أغسطس 2017، استحوذ مراد سانجاك على الصحيفة.  في 31 ديسمبر 2019، توقفت غونيش عن التداول اليومي كصحيفة مستقلة لتصبح نشرة شقيقة لصحيفة أكشام التركية. 